# Bukken Bruse-ulykken
Bukken Bruse-ulykken var en flyulykke som skete den 2. oktober 1948 ved Hommelvik sjøflyhavn i Trondheimsfjorden i Norge og som kostede 19 mennesker livet. Flyet var et norskregistreret firemotors vandfly af typen Short Sandringham V (registerring LN-IAW) med navnet "Bukken Bruse" og tilhørte Det Norske Luftfartselskap (DNL). Det blev brugt i den såkaldte flyvende hurtigrute med vandfly fra Fornebu til Tromsø.

## Hændelsesforløb
Flyet var på vej fra Fornebu til Hommelvik ved Trondheim med 38 passagerer og en besætning på syv med kaptajn John Strandrud i spidsen. Da flyet skulle lande i Hommelvika ved Trondheimsfjorden var vejret dårligt. Styrbord (højre) ponton ramte vandet så kraftigt at den knækkede. Flyet hældte over til styrbord (højre) side og styrbord (højre) vinge ramte vandet. Derefter tippede flyet over, og næsen blev ødelagt i det kraftige sammenstød med vandet, og en stewardesse blev dræbt øjeblikkeligt. Den forreste del af flyet blev hurtigt fyldt med vand.
Af de i alt 45 ombord døde 16 af passagererne og tre af besætningen. Blandt de omkomne var borgmester i Tromsøysund kommune Alfred Hansen. De passagerer som ikke druknede, var de som sad længst tilbage i flyets rygerafdeling, deriblandt den kendte britiske filosof og samfundskritiker Bertrand Russell (1872-1970), som skulle til Trondheim for at holde et foredrag.